# Bożena Muchacka
Bożena Muchacka (ur. w 1953) – polska specjalistka w zakresie wychowania przedszkolnego z nauczaniem początkowym, dr hab., profesor zwyczajny Instytutu Pedagogiki Przedszkolnej i Szkolnej Wydziału Pedagogicznego Uniwersytetu Pedagogicznego im. KEN w Krakowie, Szkoły Wyższej im. Bogdana Jańskiego w Warszawie i Instytutu Humanistycznego Państwowej Wyższej Szkole Zawodowej w Głogowie.

## Życiorys
Uzyskała stopień doktora habilitowanego, natomiast 24 stycznia 2011 nadano jej tytuł naukowy profesora w zakresie nauk humanistycznych, a potem otrzymała nominację na profesora zwyczajnego w Instytucie Pedagogiki Przedszkolnej i Szkolnej na Wydziale Pedagogicznym Uniwersytetu Pedagogicznego im. KEN w Krakowie, Szkoły Wyższej im. Bogdana Jańskiego w Warszawie, oraz Instytutu Humanistycznego Państwowej Wyższej Szkole Zawodowej w Głogowie. 
Pełni funkcję członka Zespołu Nauk Społecznych w zakresie Nauk Społecznych i Prawnych Polskiej Komisji Akredytacyjnej. 

## Wybrane publikacje
- 1999: Stymulowanie aktywności poznawczej dzieci w przedszkolu[2]
- 2009: Kontroverzie vo vzt'ahu k vzdelavaniu predskolskych pedagogov[2]
- 2013: Early Education. Practice&Reflection[2]